# Enzheim (Altenstadt)
Enzheim ist ein Ortsteil der Gemeinde Altenstadt im Wetteraukreis in Hessen.

## Geografie
Enzheim liegt in einer Höhe von 125 m über NN, neun Kilometer westlich von Büdingen, nordöstlich von Lindheim, am linken Ufer der Nidder.
Enzheim war ursprünglich ein Haufendorf, da im Westen das von Überschwemmungen bedrohte Tal der Nidder und im Osten die Basaltkuppe des Enzheimer Kopfs wenig Raum ließen, wandelte sich die Bebauungsstruktur in die eines Straßendorfes.

## Geschichte

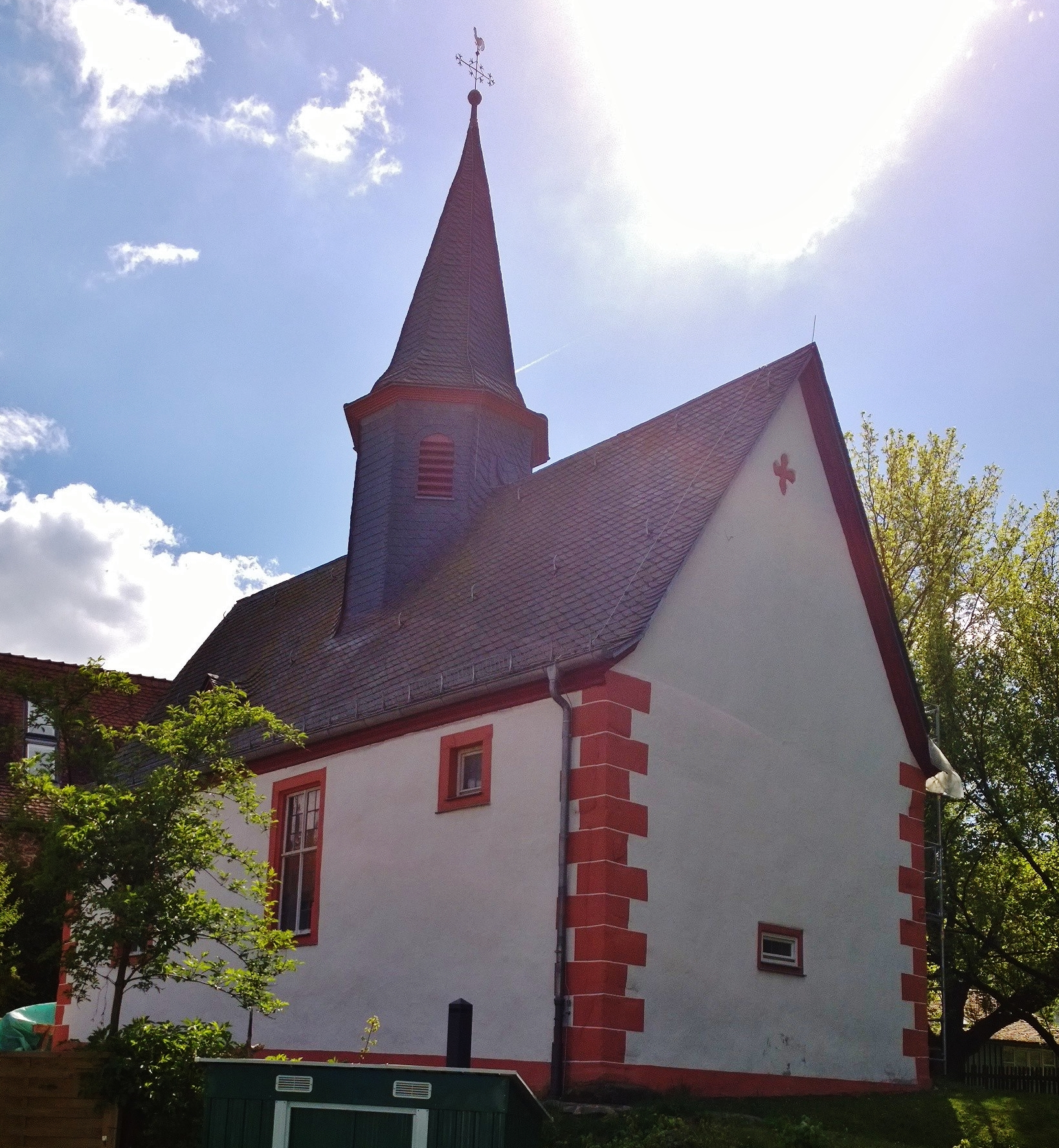
Die Kirche von Enzheim

### Mittelalter
Die älteste erhaltene Erwähnung Enzheims als „Hansinesheimer marca“ (Enzheimer Mark) erfolgte am 10. Mai 773 in einer Schenkungsurkunde des Lorscher Codex anlässlich einer Schenkung an das Kloster Lorsch. Die Namensform „Ansuinesheim“ von 792 verweist auf den Personennamen „Answin.“
Im gleichen Jahr 792 schenkte ein Hunold fünf Tagewerk Ackerland in Düdelsheim und Enzheim dem Kloster Lorsch. Ein Erkenbert macht 792 eine Seelgerätstiftung an Lorsch an beiden Orten in der Größe von 20 Tagwerken. Steen zeigte auf, dass in Düdelsheim von zwölf Personen acht Traditionen an das Kloster Lorsch geben, während in Enzheim von sieben Personen sechs Traditionen überliefert sind.
Eine Burganlage wird im Bereich der Flur Auf der Burg auf einer Insel in der Nidder vermutet.
Enzheim gehörte im Mittelalter und in der frühen Neuzeit zum Amt Ortenberg, einem Kondominat, das von drei Landesherren aus dem Kreis der Mitglieder des Wetterauer Grafenvereins gebildet wurde. Zu den Einzelheiten siehe: hier.

### Neuzeit
1601 teilten die Inhaber des Kondominats das Gebiet real untereinander auf, wobei das Dorf Enzheim an die Grafschaft Hanau-Münzenberg, ab 1642: Grafschaft Hanau, fiel.
1662 kam es im Hanauer Amt Ortenberg zu einer massiven Hexenverfolgung. Eine zentrale Rolle bei der Verfolgung der „Hexen“ spielte wahrscheinlich der Hanauer Amtmann Ludwig Geis. Auch eine Frau aus Enzheim, Köper-Grit (Margarete Köper), wurde als Hexe hingerichtet und mit dem Schwert geköpft.
Der hanau-münzenberger Landesteil der Grafschaft Hanau fiel 1736 beim Tod des letzten Hanauer Grafen, Johann Reinhard III., aufgrund eines Erbvertrages an die Landgrafschaft Hessen-Kassel. Das Hanauer, später hessische Amt Ortenberg bildete dann ab 1810 einen Teil des großherzoglich-hessischen Amtes Ortenberg. Bereits 1855 verlor der Orts seine Selbständigkeit und wurde durch die Gemeinde Lindheim verwaltet. Letztendlich kam das Dorf zusammen mit Lindheim zum Landkreis Büdingen, der mit der Gebietsreform in Hessen 1972 im Wetteraukreis aufging. Lindheim wurde im Zuge der Gebietsreform in die Gemeinde Altenstadt eingemeindet.

### Verwaltungsgeschichte im Überblick
Die folgende Liste zeigt die Staaten und Verwaltungseinheiten, denen Enzheim angehört(e):
- vor 1601: Heiliges Römisches Reich, Amt Ortenberg (Kondominat des Wetterauer Grafenvereins)
- ab 1601: Heiliges Römisches Reich, Grafschaft Hanau-Münzenberg, Amt Ortenberg
- ab 1736: Heiliges Römisches Reich, Landgrafschaft Hessen-Kassel, Grafschaft Hanau-Münzenberg, Amt Ortenberg
- ab 1803: Heiliges Römisches Reich, Landgrafschaft Hessen-Kassel, Fürstentum Hanau,[Anm. 2] Amt Ortenberg
- ab 1806: Kaiserreich Frankreich,[Anm. 3] Fürstentum Hanau, Amt Ortenberg (Militärverwaltung)
- ab 1810: Großherzogtum Hessen (Souveränitätslande), Fürstentum Oberhessen,[Anm. 4] Amt Ortenberg
- ab 1815: Großherzogtum Hessen, Provinz Oberhessen, Amt Ortenberg[10] (zur Standesherrschaft Stolberg gehörig)
- ab 1821: Großherzogtum Hessen, Provinz Oberhessen, Landratsbezirk Nidda[11][Anm. 5]
- ab 1832: Großherzogtum Hessen, Provinz Oberhessen, Kreis Nidda
- ab 1848: Großherzogtum Hessen, Regierungsbezirk Nidda
- ab 1855: Großherzogtum Hessen, Provinz Oberhessen, Kreis Nidda, Gemeinde Lindheim

### Einwohnerentwicklung
Im Jahr 1876 wohnen in Enzheim 109 Personen in 17 Häusern. Beim Zensus 2011 wurden 192 Einwohner gezählt und zwischen 2005 und 2020 pendelte die Einwohnerzahl um die 200.

## Politik
Für Lindheim und Enzheim gibt es einen gemeinsamen Ortsbeirat. Siehe dazu Politik Lindheim.

## Kulturdenkmäler
Siehe: Liste der Kulturdenkmäler in Enzheim

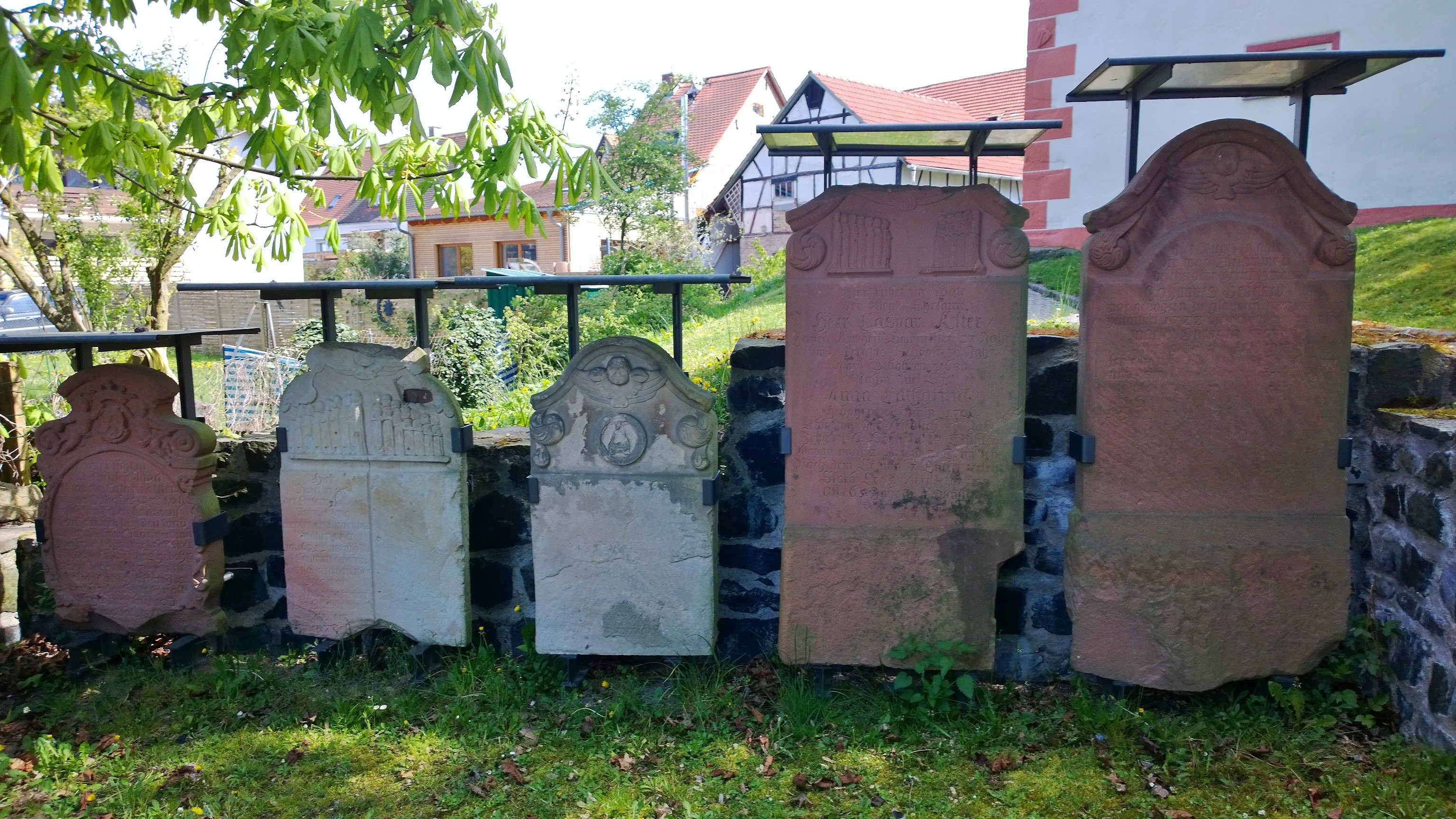
Epitaphien unterhalb der Kirche
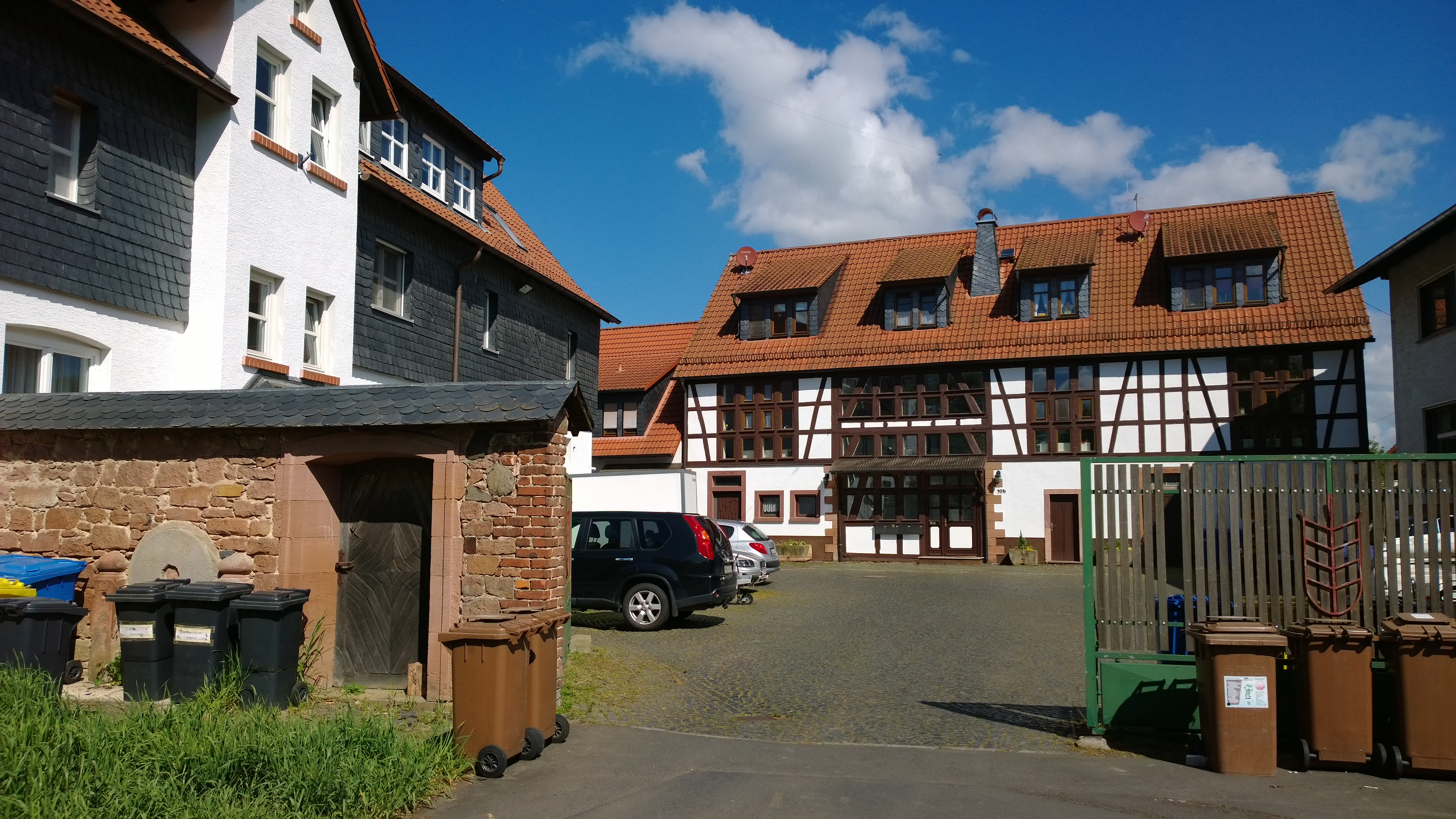
Eingang zum Mühlengelände mit Brücke zur Nidderinsel zum Burgstall Enzheim
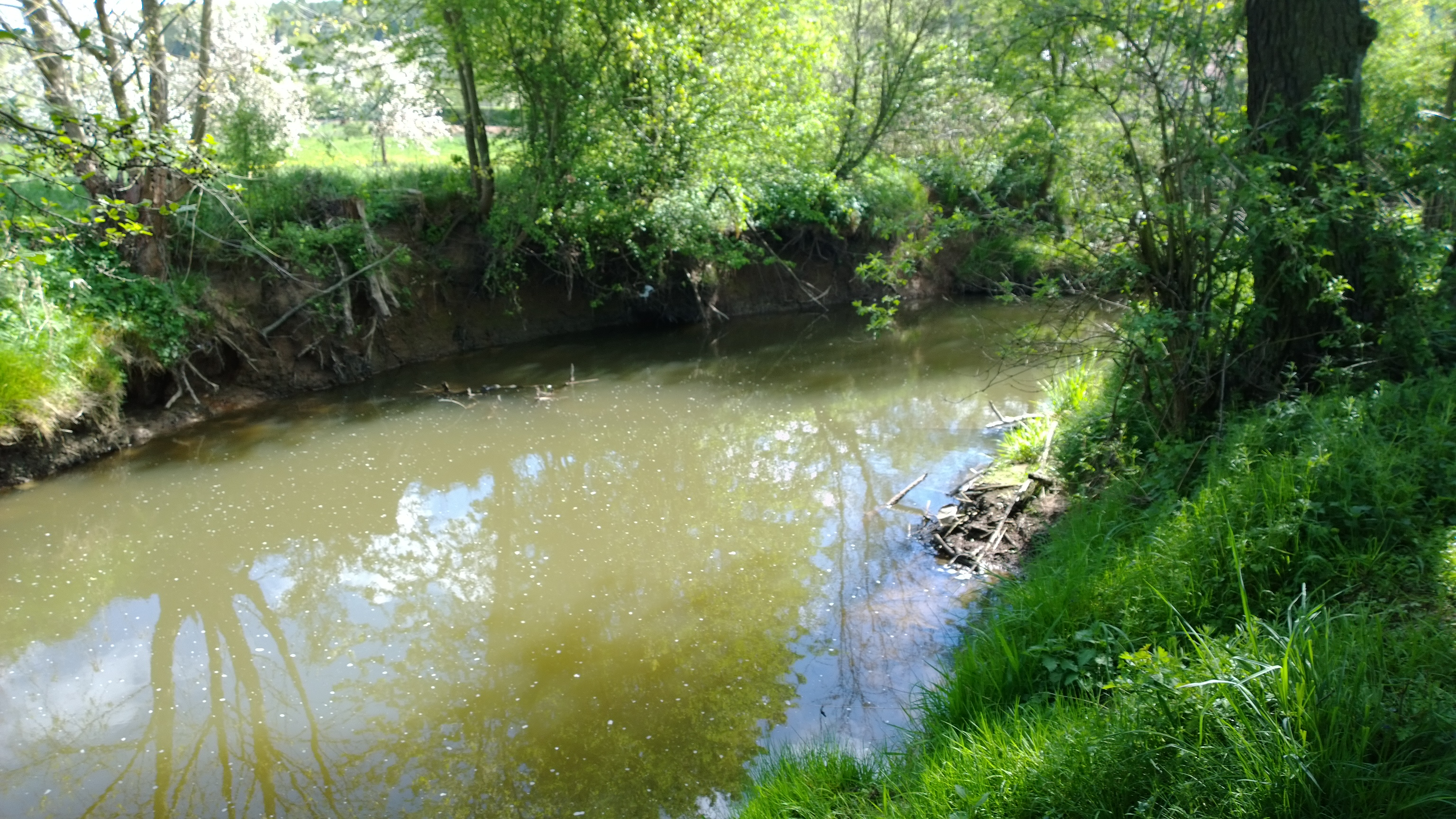
Die Nidder an der Nidderinsel westlich von Enzheim (in Fließrichtung)